# Матчерка
Матчерка — село в Земетчинском районе Пензенской области России. Административный центр Матчерского сельсовета.

## География
Село расположено на берегу реки Выша в 10 км на юго-восток от районного центра Земетчино.

## История
Село Матчерка возникло в результате объединения сел Верхняя и Нижняя Матчерки в соответствии с решением Пензенского облисполкома от 12.09.1977 г. 
Село Нижняя Матчерка (Покровское) основано в конце XVII в. на землях боярина Льва Кирилловича Нарышкина. В 1700 г. построена церковь в честь Покрова Пресвятой Богородицы. В 1720 г. – с. Покровское, Матчерка тож, в совместной вотчине Александра и Ивана Львовичей Нарышкиных. С 1732 г. село Покровское, Матчерка тож, после полюбовного раздела их вотчины, оказалась за Александром Львовичем (Холмогоровы, с. 239-240). В 1842 г. построена новая церковь на средства Нарышкина. С середины XIX в. село являлось центром Матчерской волости Моршанского уезда Тамбовской губернии. В 1862 г. в Нижней Матчерке отмечалось наличие больницы, кирпичного завода, мельницы и маслобойни, в 1877 г. показаны церковь, 2 школы, лавка. В 1880-е гг. при селе располагалась часть имения графа Иллариона Ивановича Воронцова и дворянина Василия Александровича Пашкова; вместе с с. Верхняя Матчерка и деревнями Гаугеровка, Кирилловка и Александровка они являлись собственниками в этой части своих имений водяной мельницы, просорушки, 9000 десятин пахотной земли, 1200 – сенокоса, 870 десятин леса (в том числе 743 строевого); более 400 десятин пашни они сдавали в многолетнюю аренду за 8124 рубля в год, 1200 десятин пашни и около 300 сенокоса сдавали в погодную аренду; 228 рабочих и экипажных лошадей, 428 волов, 130 коров, 42 овцы; урожайность составляла (в переводе на центнеры с гектара): ржи – 9,7, пшеницы – 7,2, овса – 10, гречихи – 2,3, картофеля – 50,3 центнера с гектара. (При пересчете четверть = 8 пудам). В 1881 г. у крестьян Нижней Матчерки 166 дворов, 46 грамотных мужчин, одна женщина, 27 учащихся мальчиков (девочки не учились), 981 десятина надельной земли, 306 десятин брали в аренду, 286 рабочих лошадей, 144 коровы, 513 овец, 133 свиньи, 28 семей занимались пчеловодством (365 ульев), садов не было. В 1910 г. в селе 329 дворов. В 1913 г. в селе церковноприходская школа. 
Село Верхняя Матчерка основано помещиком в начале XVIII в. на землях бояр Нарышкиных. В 1880-е гг. при селе располагалась часть имения графа Иллариона Ивановича Воронцова и дворянина Василия Александровича Пашкова. В 1881 г. – 168 крестьянских дворов, 27 грамотных мужчин, 6 учащихся мальчиков, 1420 десятин надельной земли, 250 десятин брали в аренду, 319 рабочих лошадей, 167 коров, 1100 овец, 167 свиней, 17 семей занимались пчеловодством (321 улей), 2 сада с 18-ю плодовыми деревьями. В 1913 г. в селе земская школа, амбулатория от конторы Пашковых, фельдшерско-акушерский пункт, ветеринарный пункт, потребительская лавка Пашковых. 
С 1928 года село Верхняя Матчерка являлось центром Матчерского сельсовета в составе Земетчинского района Тамбовского округа Центрально-Чернозёмной области (с 1939 года — в составе Пензенской области). В 1934 г. в Нижней Матчерке — 317 дворов, центральные усадьбы двух колхозов: «Красный Меч» и «2-я пятилетка». В 1934 г. в Верхней Матчерке — 353 двора, центральная усадьба колхоза имени Энгельса. В 1955 г. в Нижней Матчерке — центральная усадьба колхоза имени Ленинского комсомола.
На 1 января 2004 года на территории села действовало 529 хозяйств, 1270 жителей.

## Население
| 1862 | 1877 | 1881  | 1897  | 1913  | 1926  | 1934  |
| ---- | ---- | ----- | ----- | ----- | ----- | ----- |
| 687  | ↗975 | ↗1097 | ↗1244 | ↗1654 | ↗1938 | ↘1096 |
| 1959 | 1970 | 1979  | 1989  | 1996  | 2002  | 2010  |
| ↘996 | ↘745 | ↗1784 | ↘1521 | ↘1377 | ↘1283 | ↘1046 |

## Инфраструктура
В селе имеются основная общеобразовательная школа (новое здание построено в 1975 году), фельдшерско-акушерский пункт, дом культуры, отделение почтовой связи.